# Cymbiola
Genre
Cymbiola est un genre de mollusques gastéropodes, de la famille des Volutidae.

## Liste des espèces
Selon World Register of Marine Species (3 octobre 2017) :
- Cymbiola aulica (Sowerby I, 1825)
- Cymbiola baili Prati & Raybaudi, 1997
- Cymbiola cathcartiae (Reeve, 1856)
- Cymbiola chrysostoma (Swainson, 1824)
- Cymbiola complexa Iredale, 1924
- Cymbiola cracenta (McMichael, 1963)
- Cymbiola cymbiola (Gmelin, 1791)
- Cymbiola deshayesi (Reeve, 1854)
- Cymbiola flavicans (Gmelin, 1791)
- Cymbiola houarti Bail & Limpus, 1998
- Cymbiola hughmorrisoni Bail & Limpus, 1997
- Cymbiola imperialis (Lightfoot, 1786)
- Cymbiola innexa (Reeve, 1849)
- Cymbiola intruderi (Poppe, 1985)
- Cymbiola irvinae (E. A. Smith, 1909)
- Cymbiola kimbacki Bail & Limpus, 2014
- Cymbiola laminusa Poppe, Tagaro & Bail, 2011
- Cymbiola magnifica (Gebauer, 1802)
- Cymbiola malayensis Douté & Bail, 2000
- Cymbiola mariaemma Gray, 1858
- Cymbiola moretonensis Bail & Limpus, 1998
- Cymbiola nivosa (Lamarck, 1804)
- Cymbiola nobilis (Lightfoot, 1786)
- Cymbiola palawanica Douté & Bail, 2000
- Cymbiola perplicata (Hedley, 1902)
- Cymbiola provocationis (McMichael, 1961)
- Cymbiola pulchra (Sowerby I, 1825)
- Cymbiola rossiniana (Bernardi, 1859)
- Cymbiola rutila (Broderip, 1826)
- Cymbiola scottjordani Poppe & Tagaro, 2005
- Cymbiola sophia (Gray, 1846)
- Cymbiola subelongata Bail & Limpus, 1998
- Cymbiola thatcheri (McCoy, 1868)
- Cymbiola vespertilio (Linnaeus, 1758)

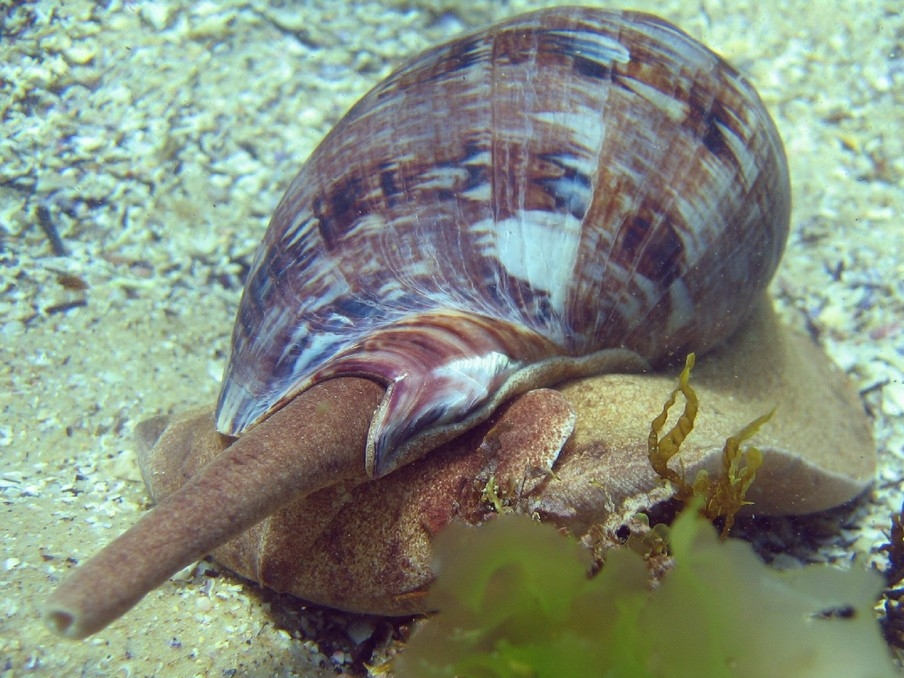
Cymbiola magnifica vivant.
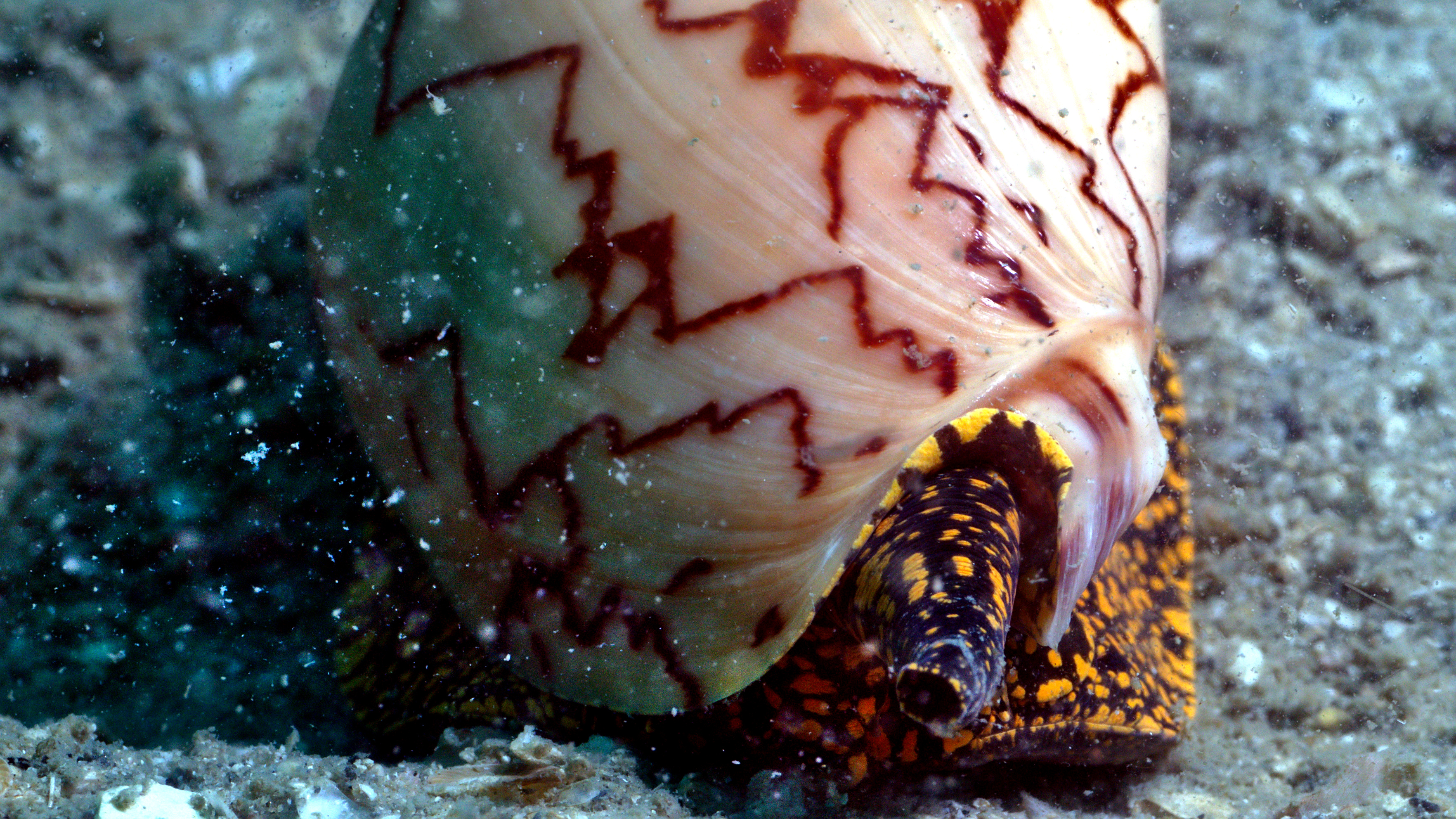
Cymbiola nobilis vivant.
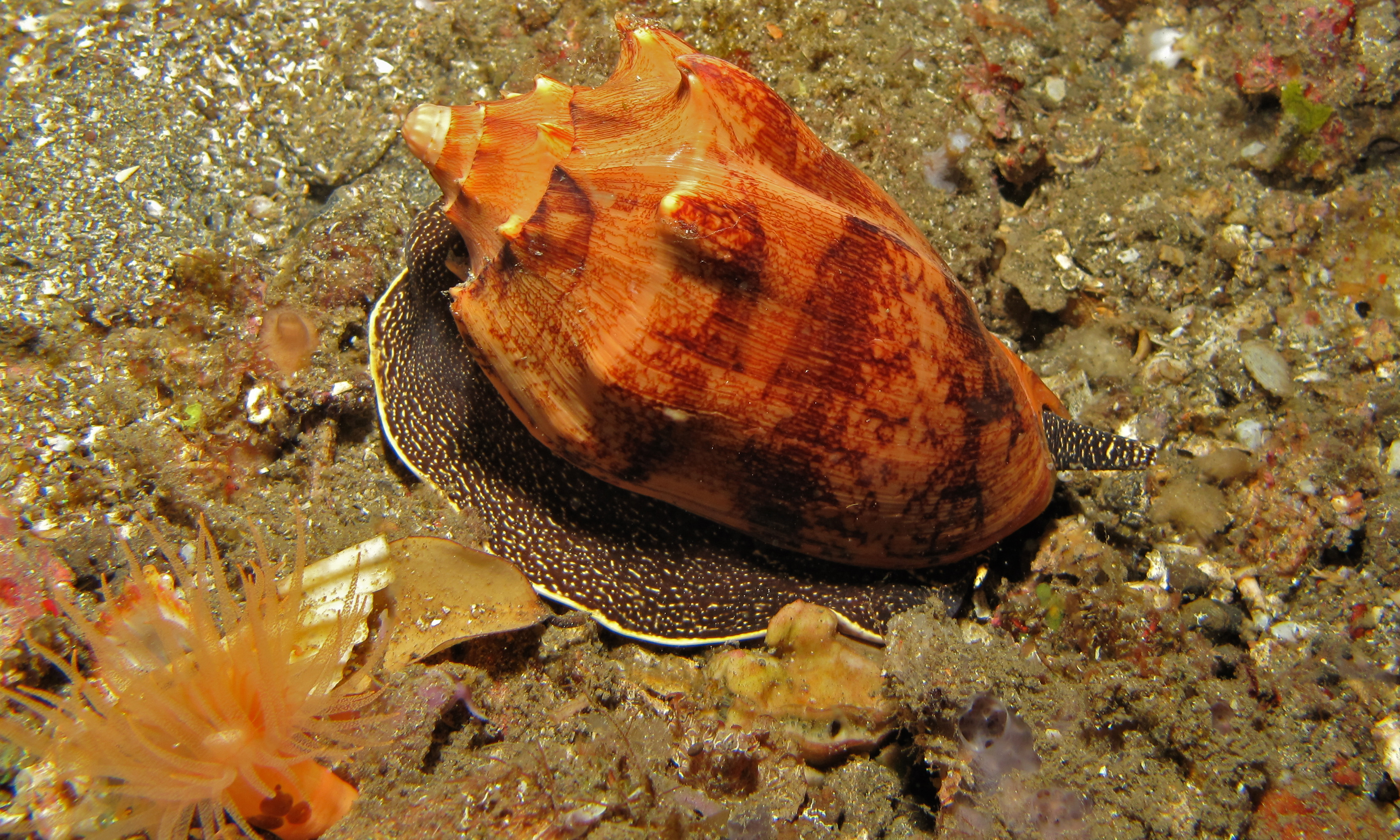
Cymbiola vespertilio vivant.

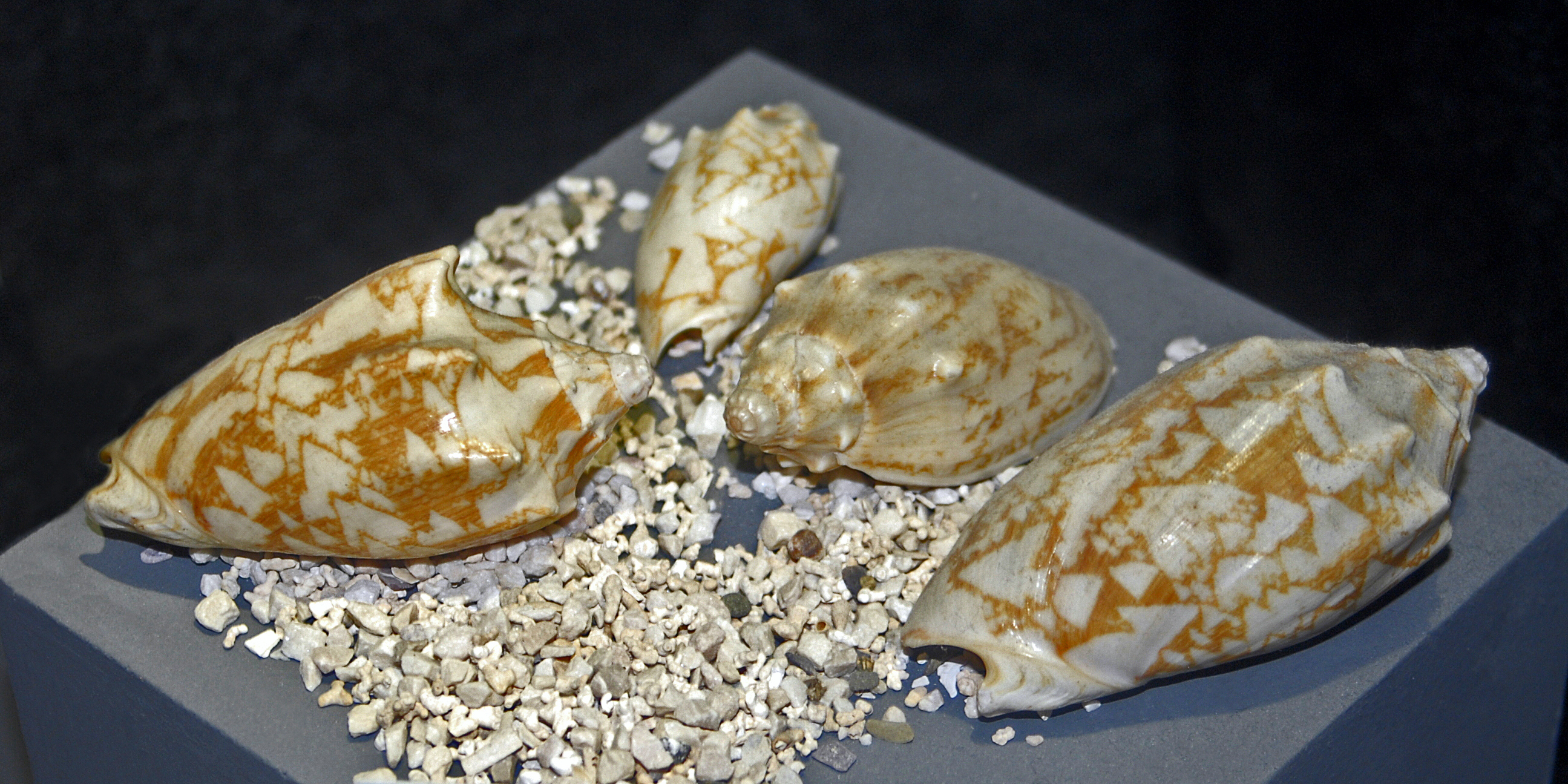
Cymbiola aulica
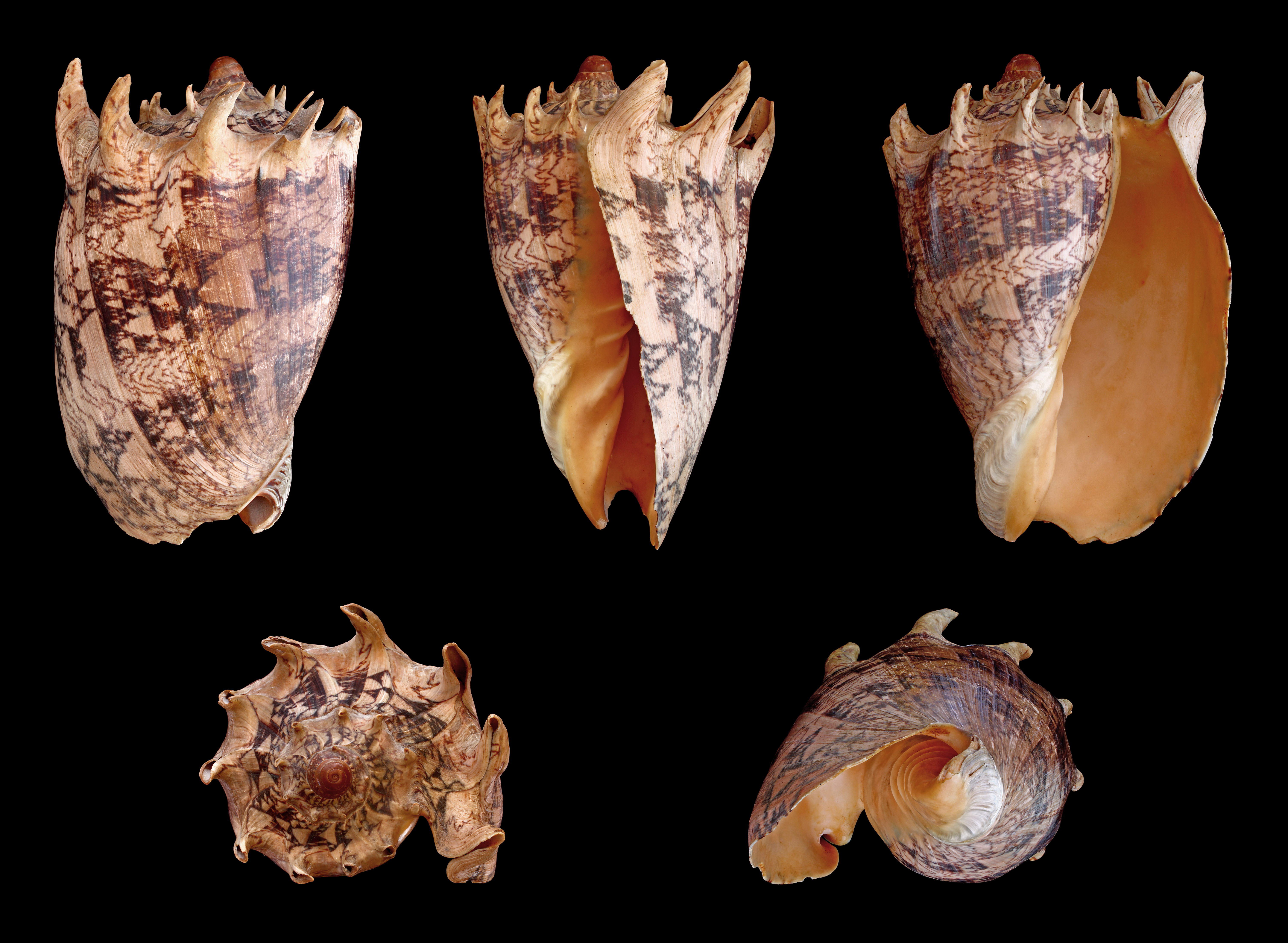
Cymbiola imperialis
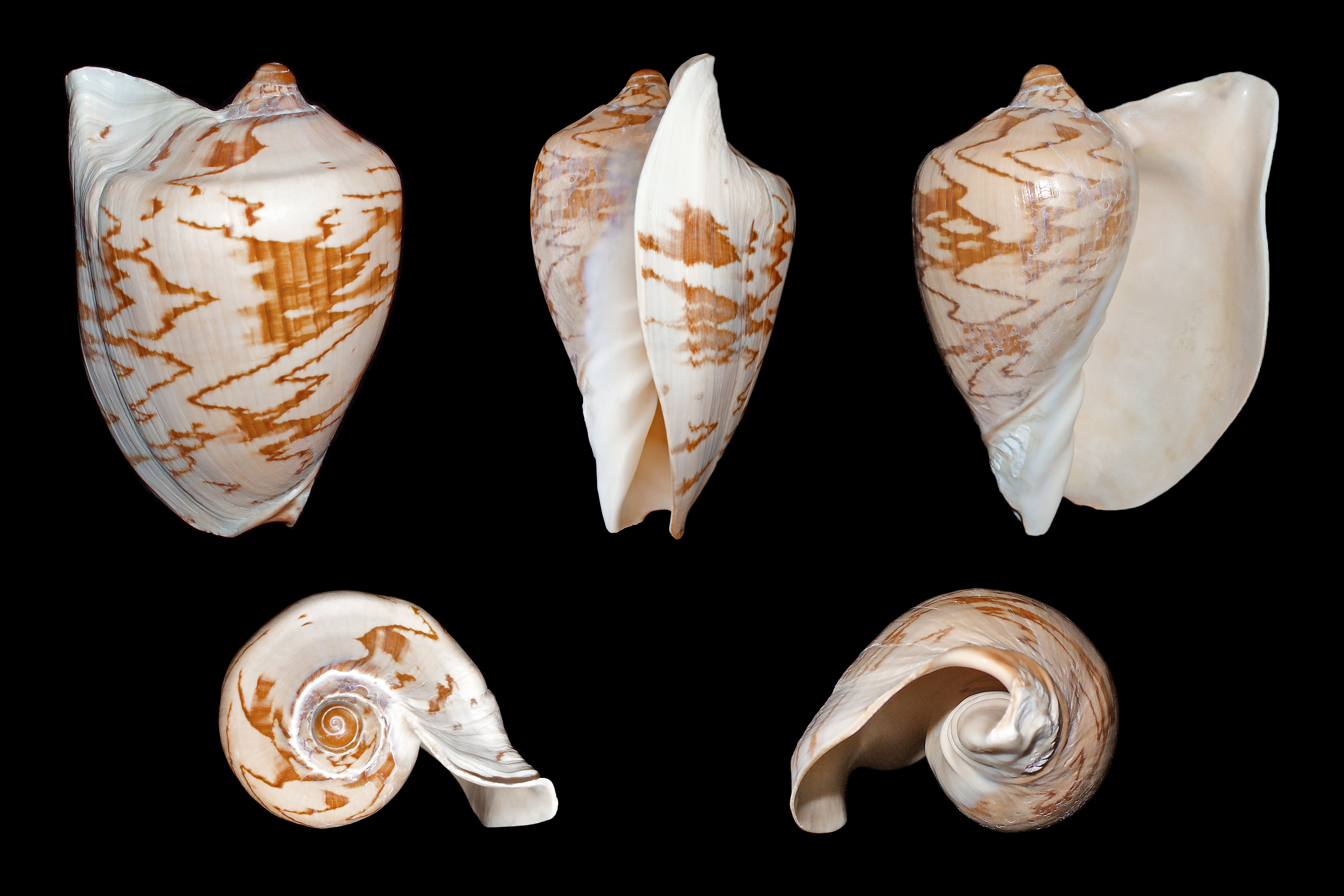
Cymbiola nobilis
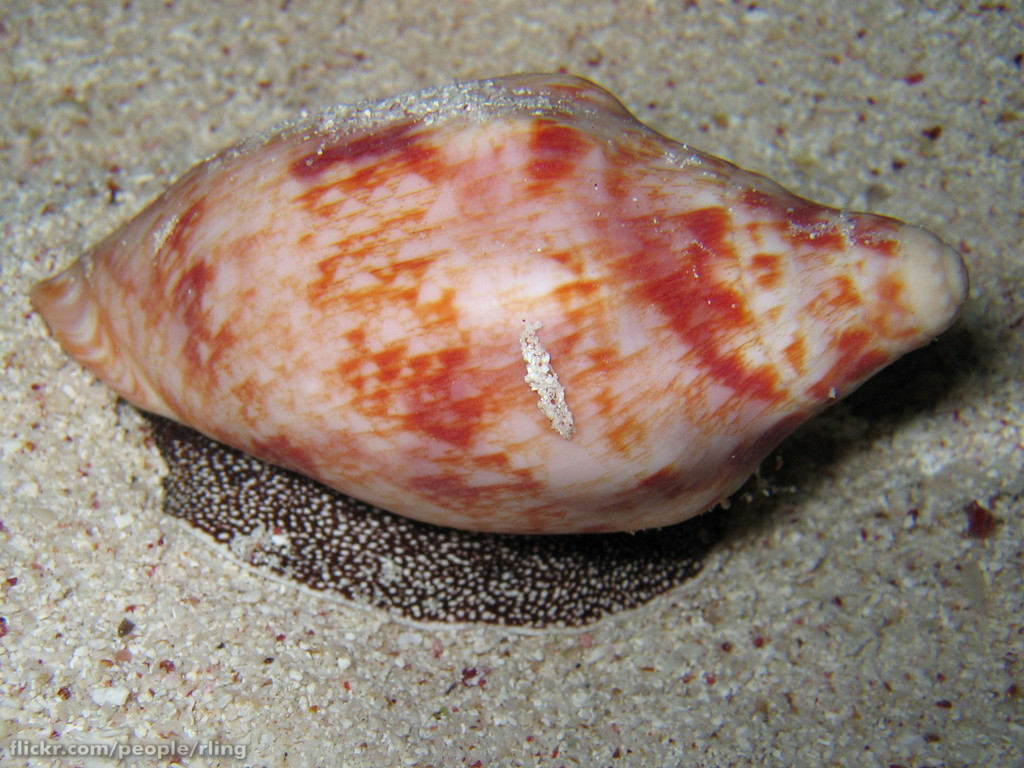
Cymbiola rutila
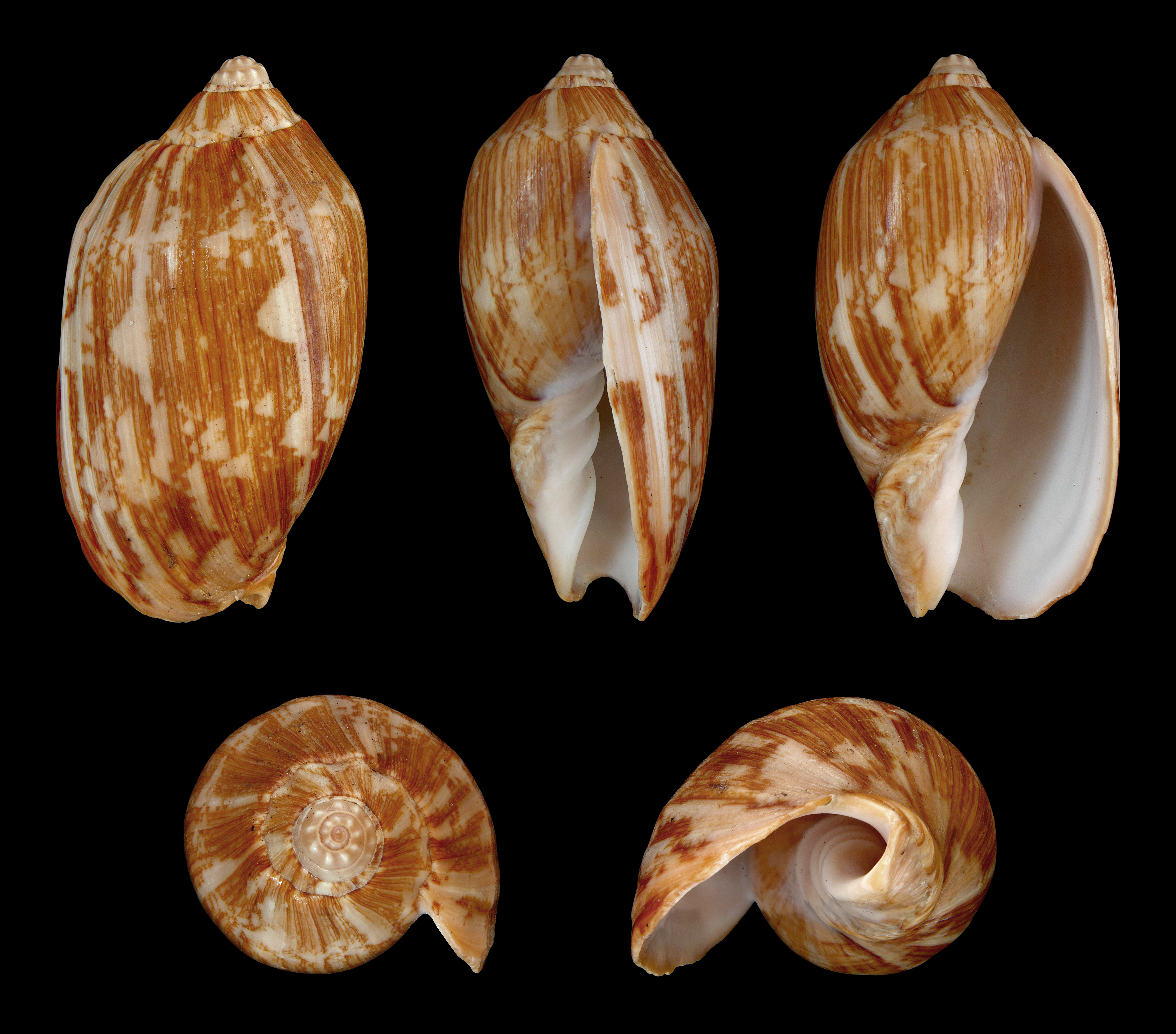
Cymbiola vespertilio mitis
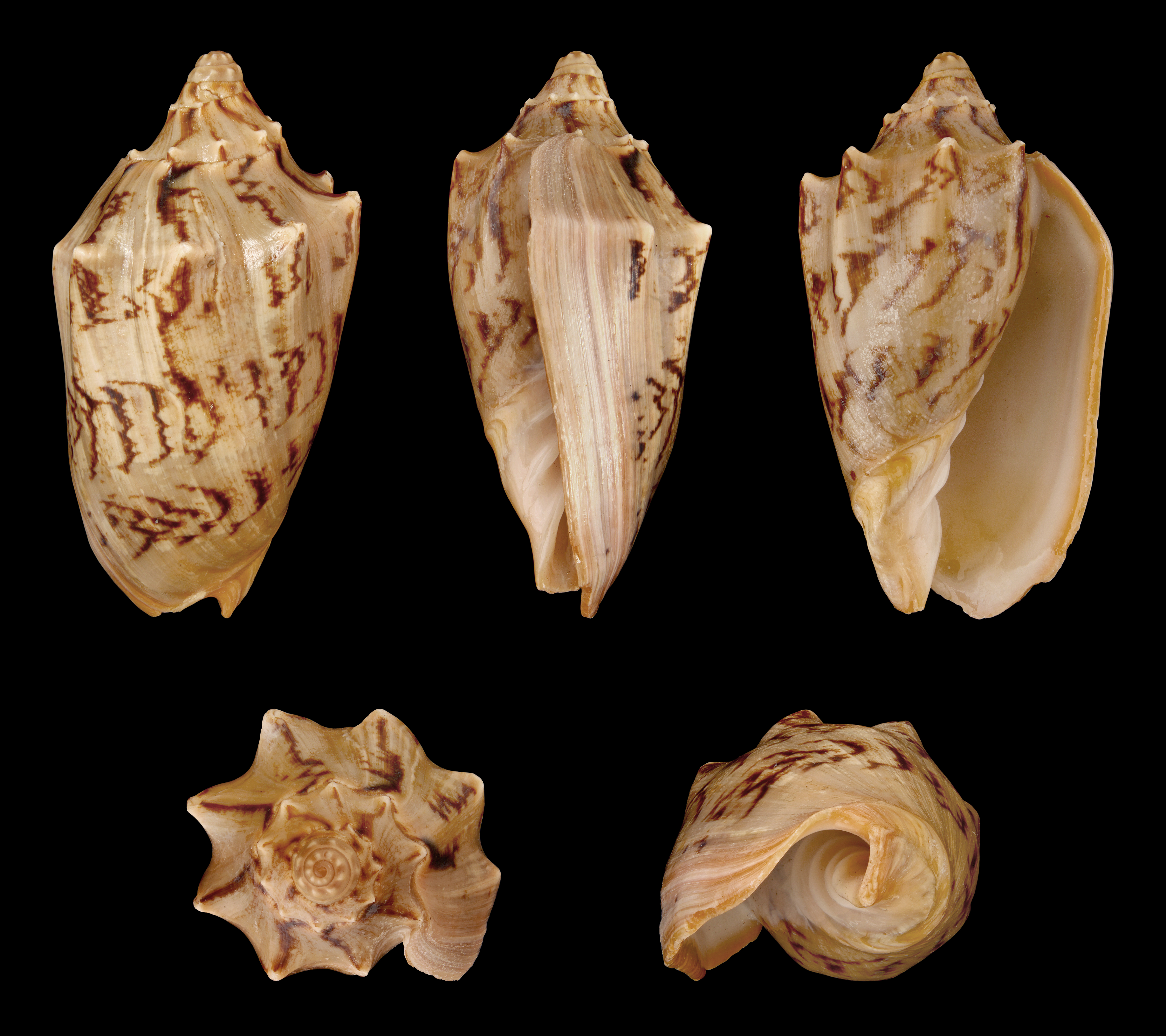
Cymbiola vespertilio matiyensis
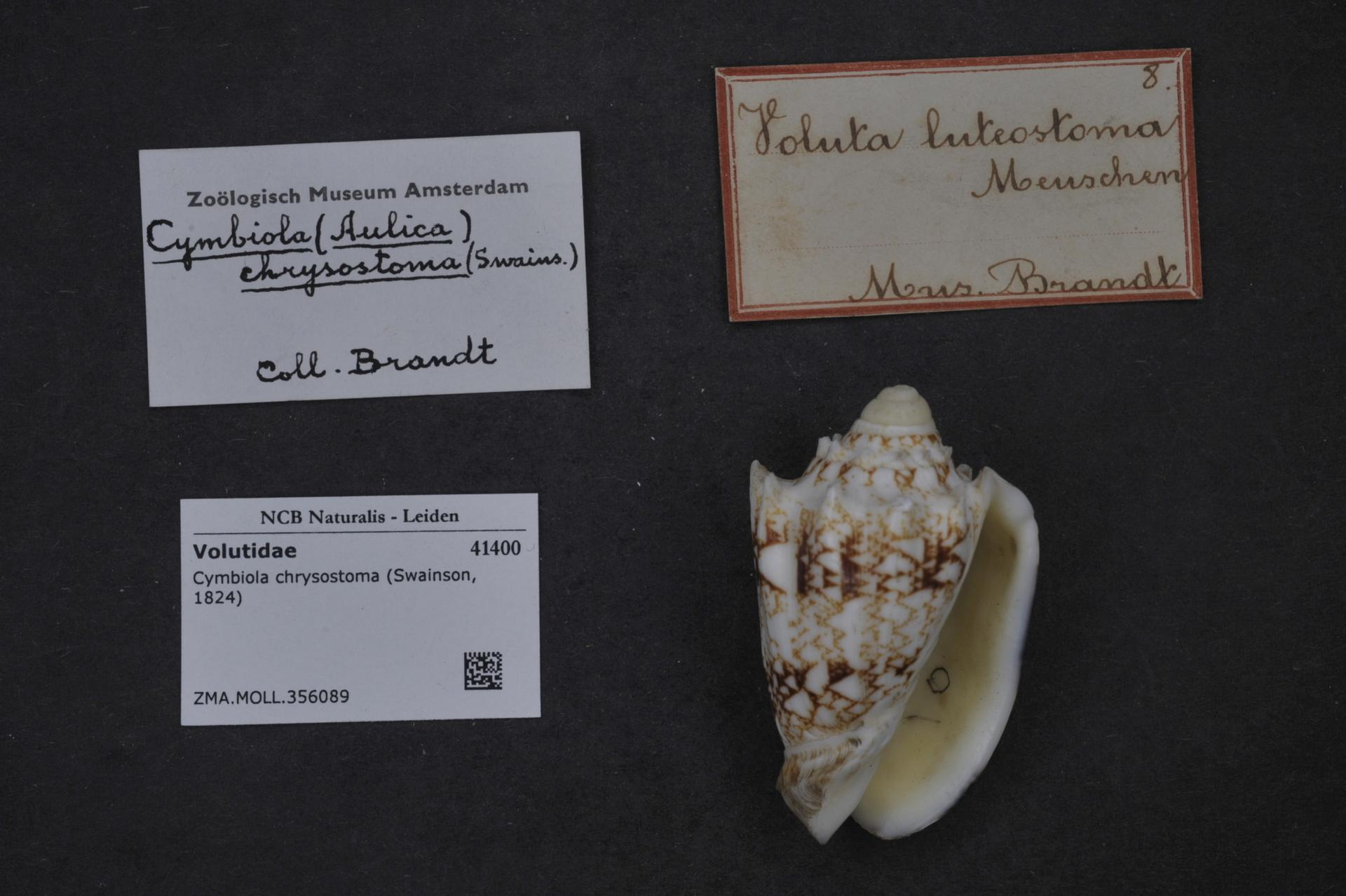
Cymbiola chrysostoma
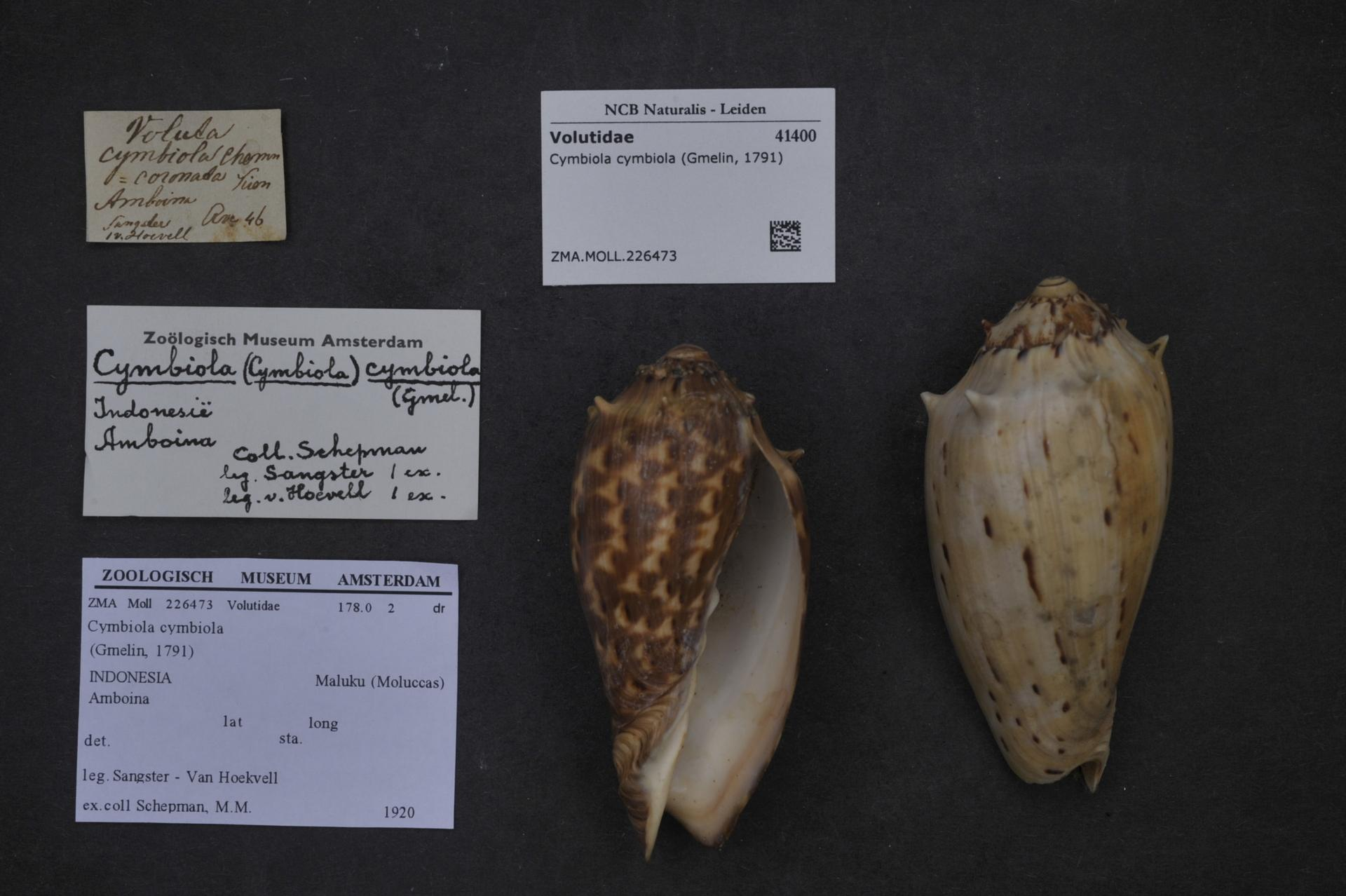
Cymbiola cymbiola
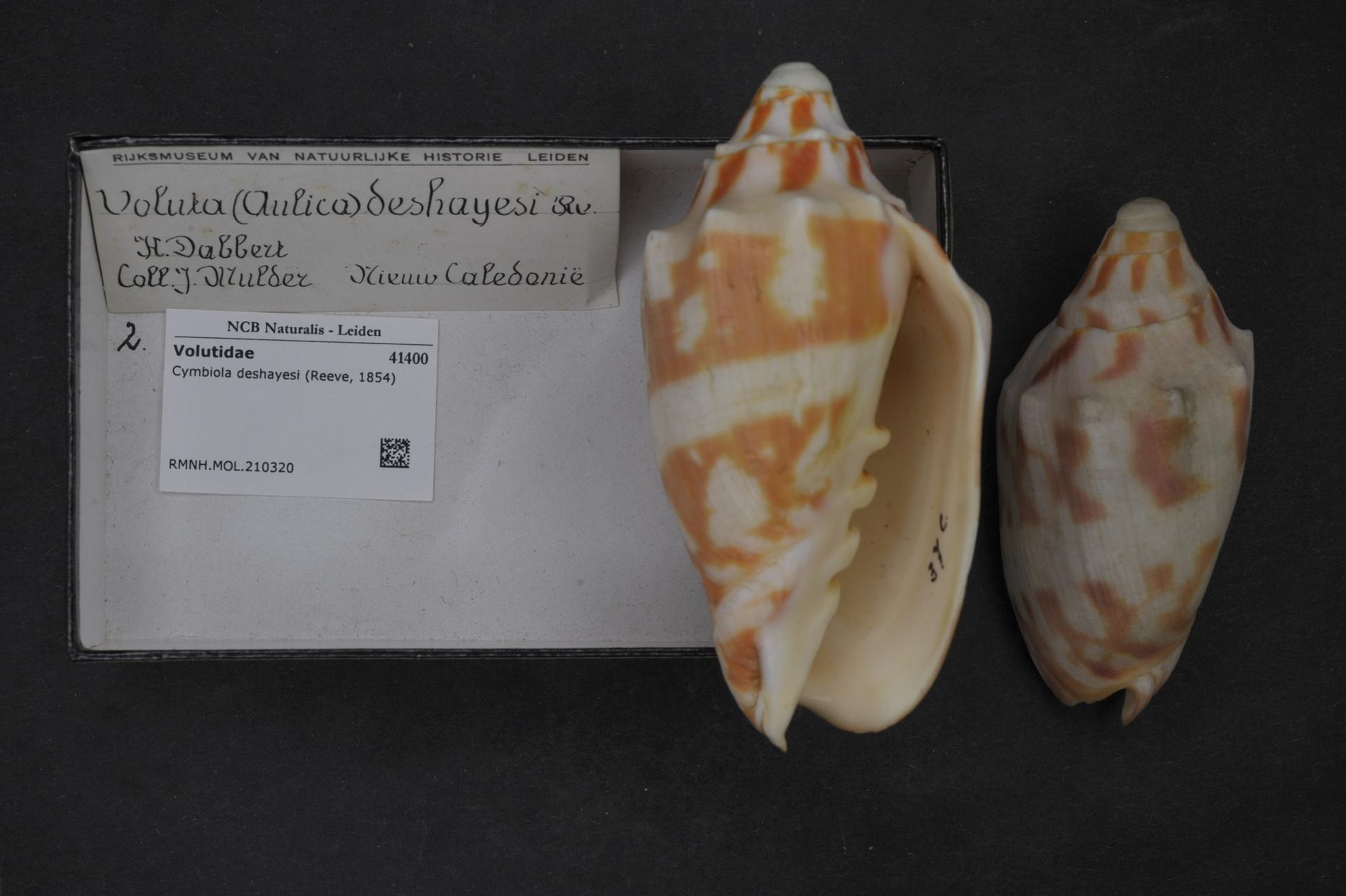
Cymbiola deshayesi
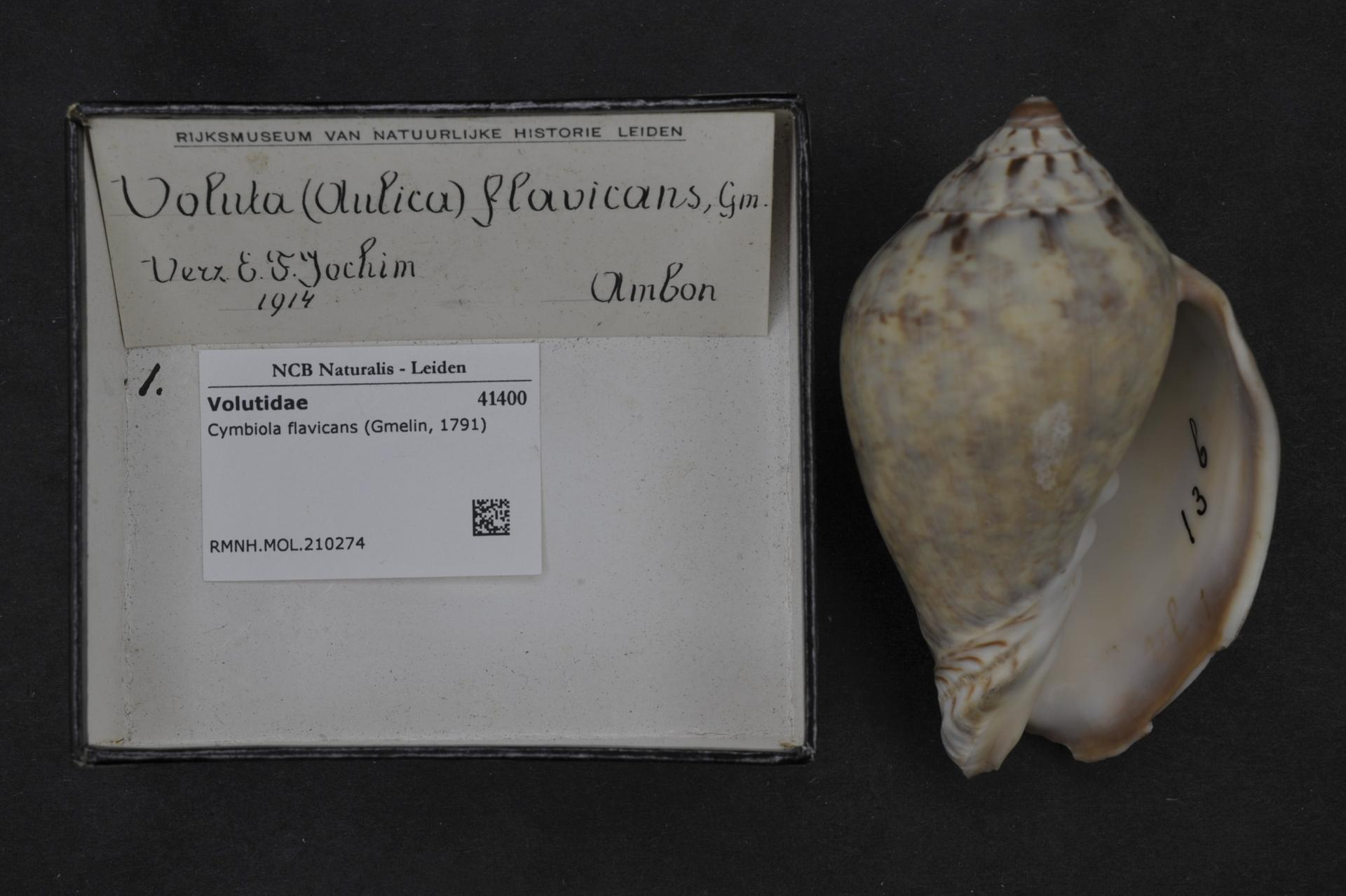
Cymbiola flavicans
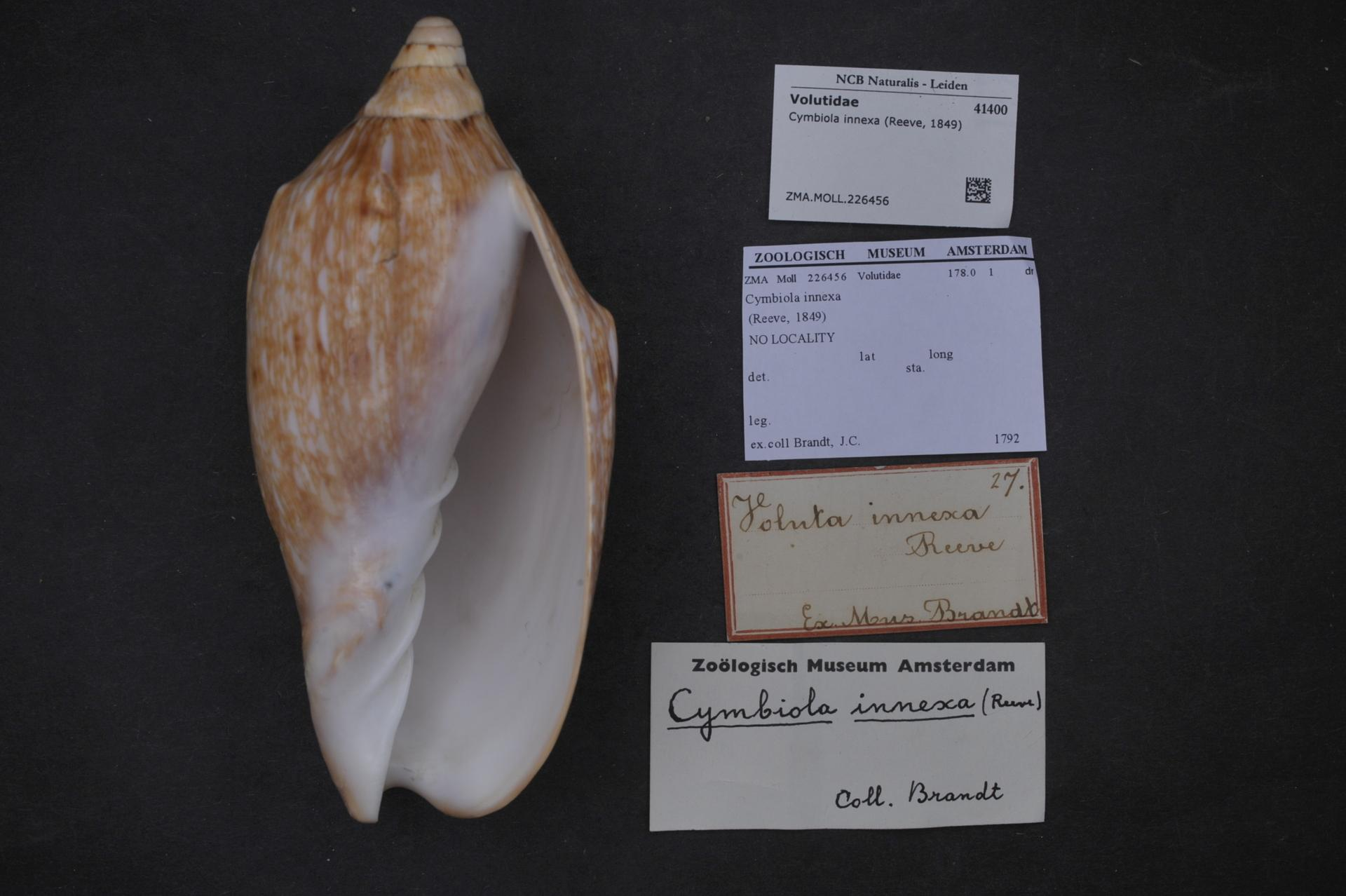
Cymbiola innexa
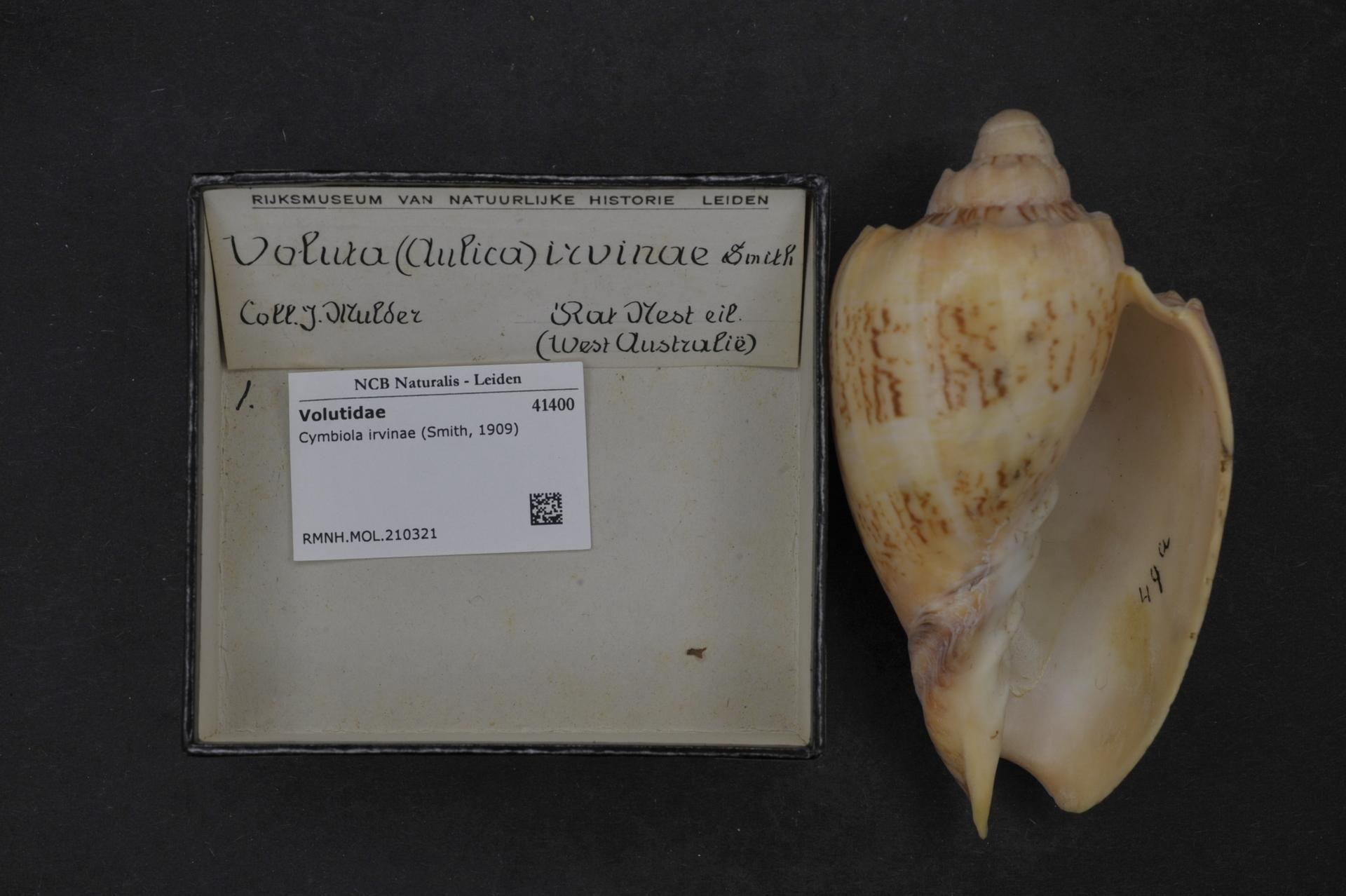
Cymbiola irvinae
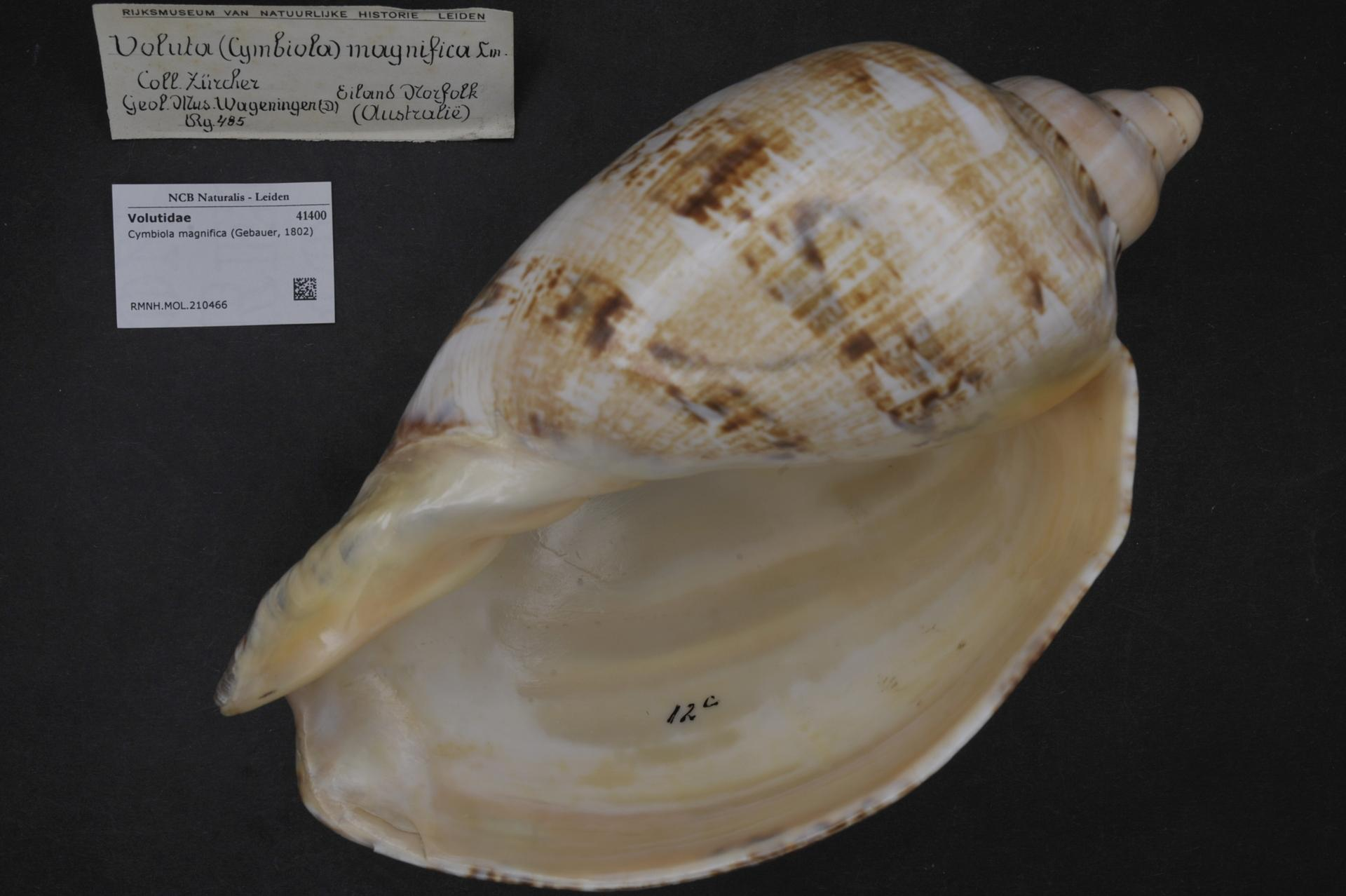
Cymbiola magnifica
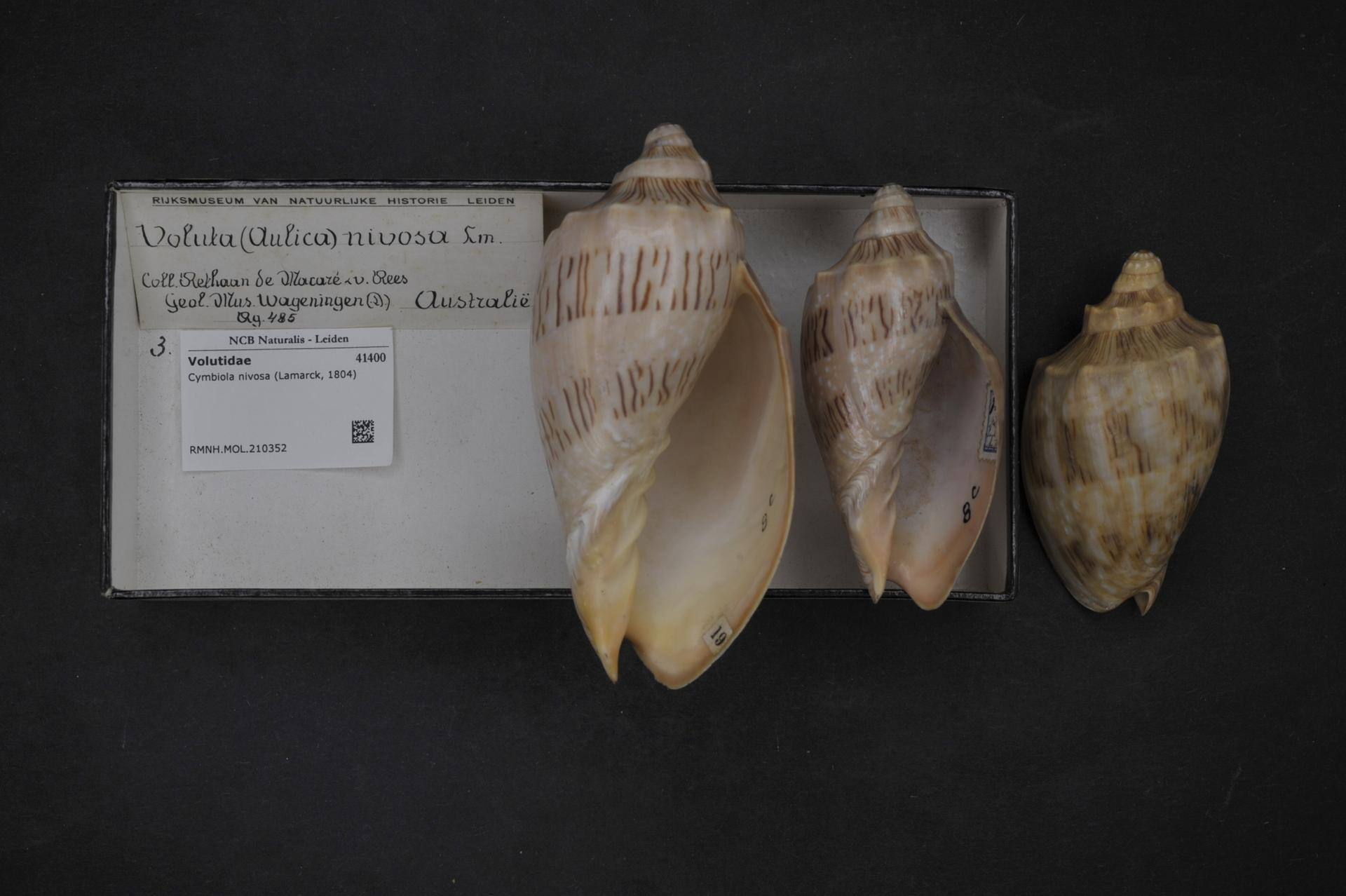
Cymbiola nivosa
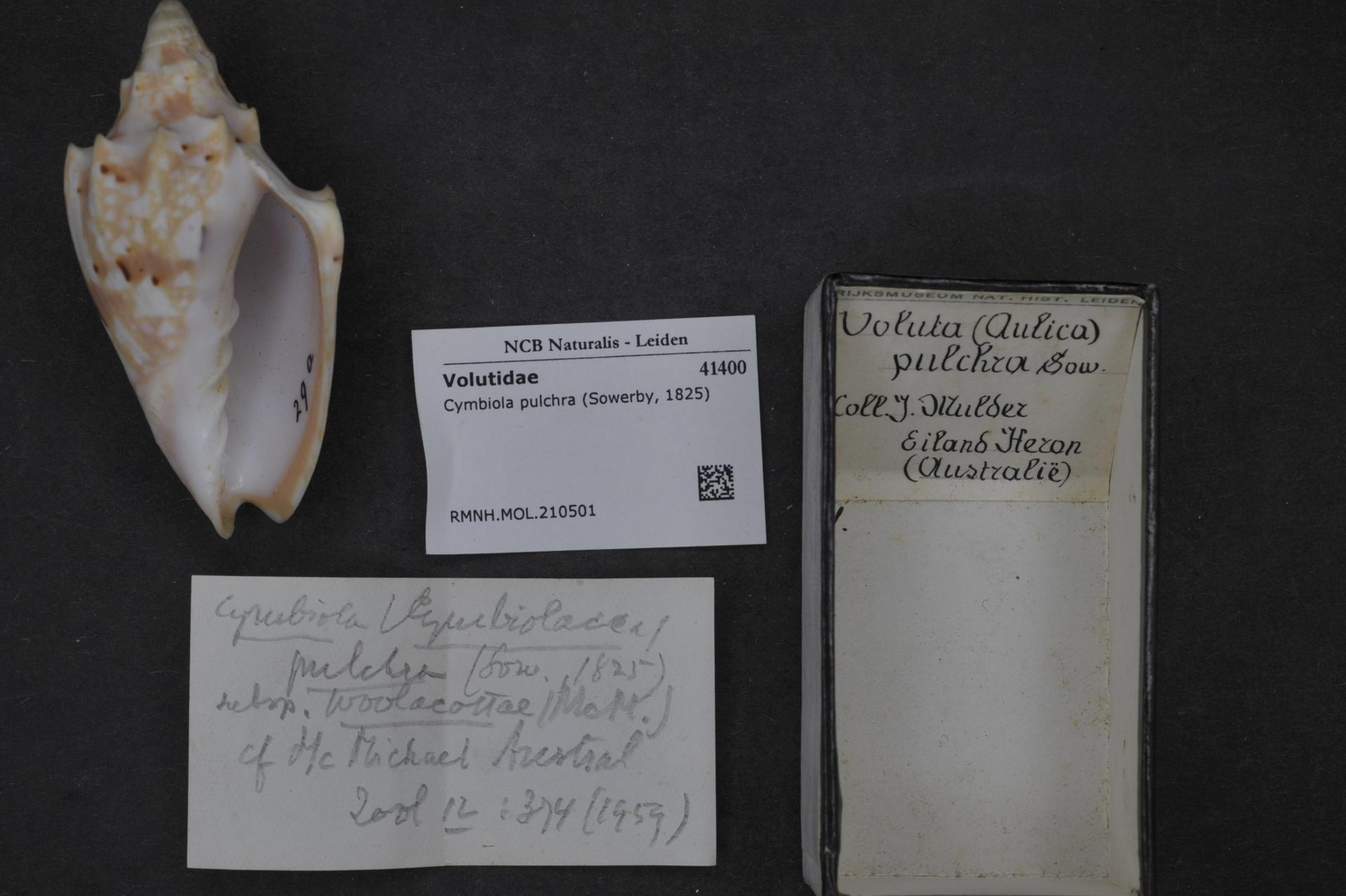
Cymbiola pulchra
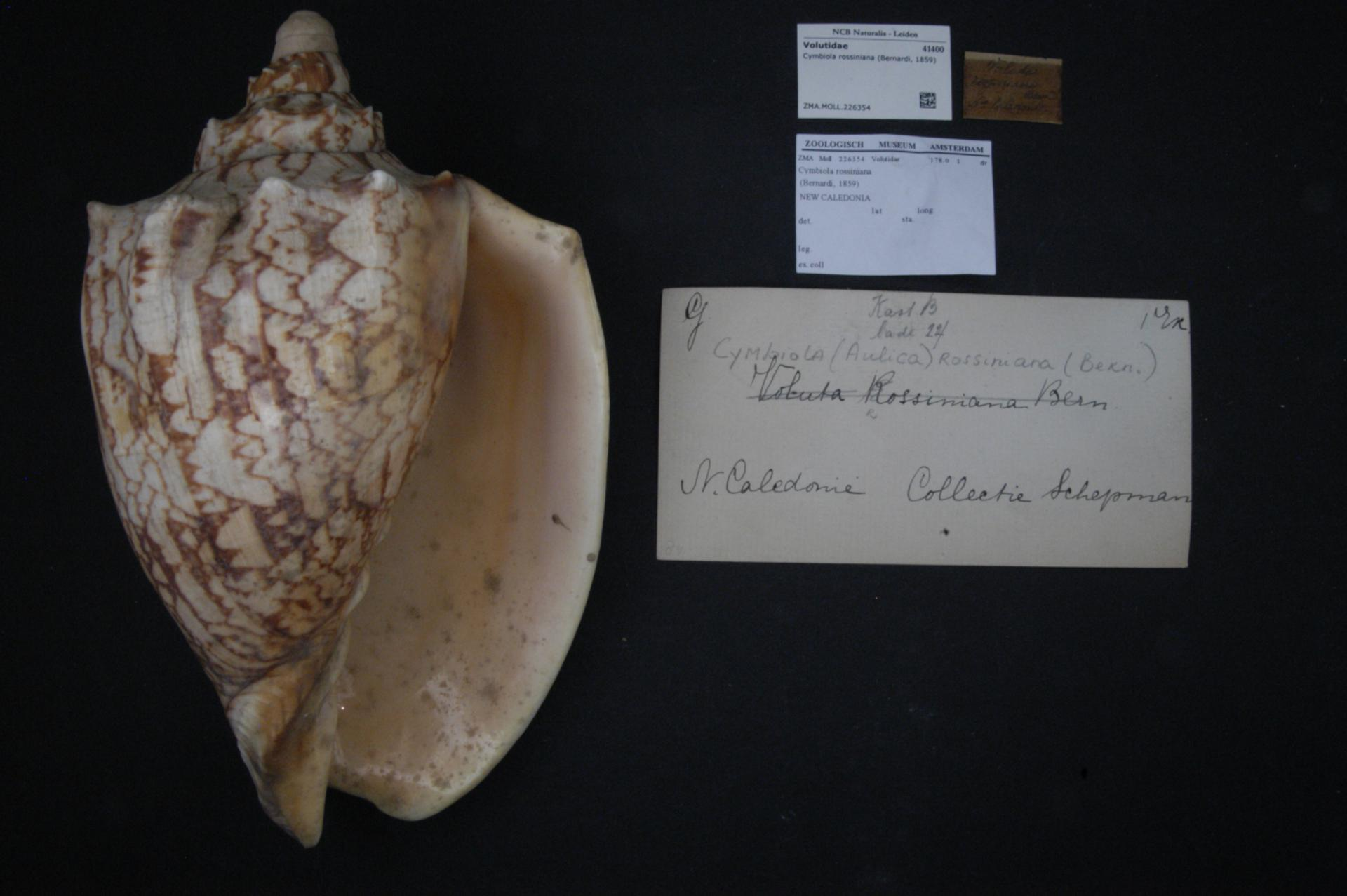
Cymbiola rossiniana
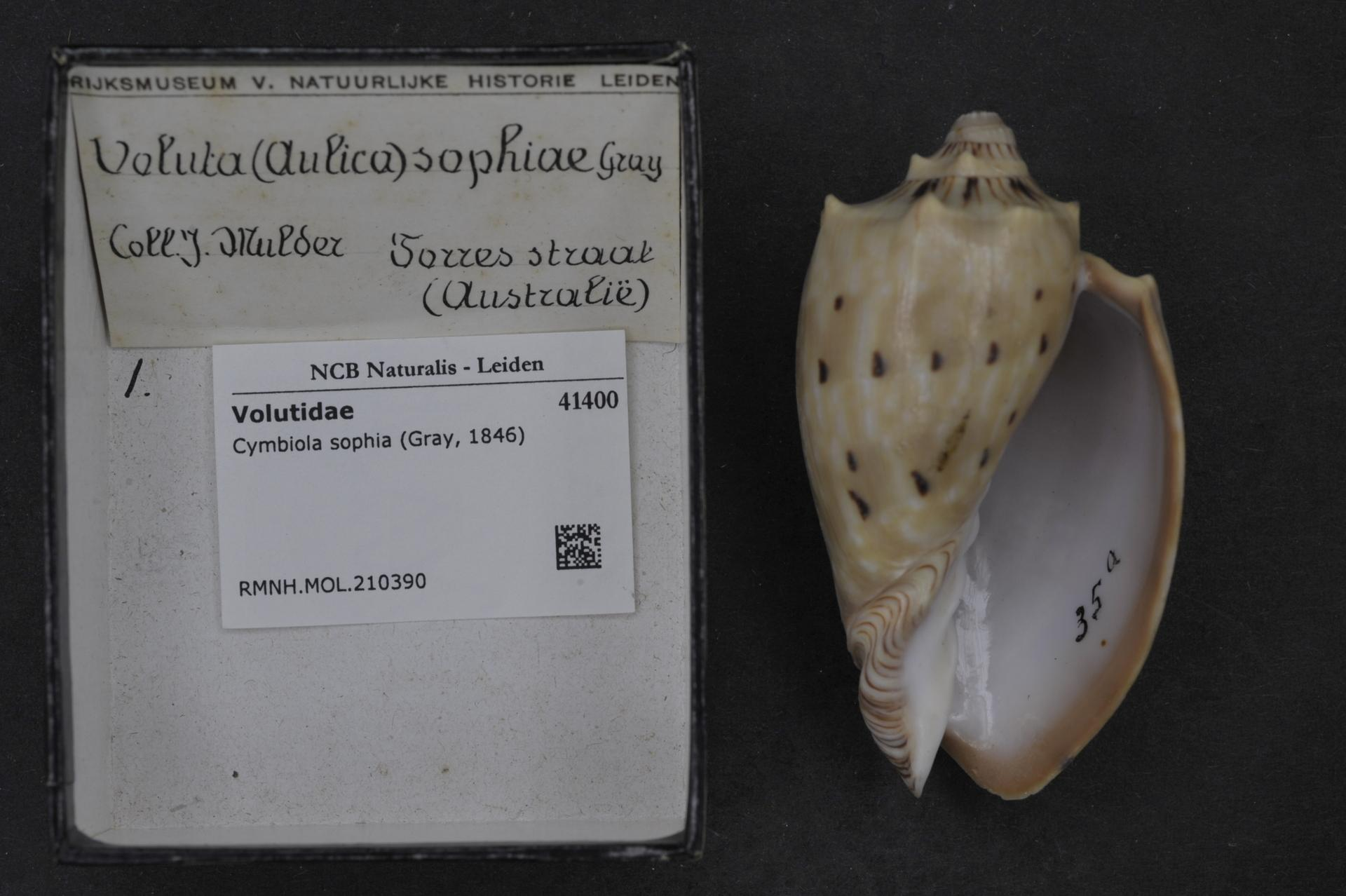
Cymbiola sophia
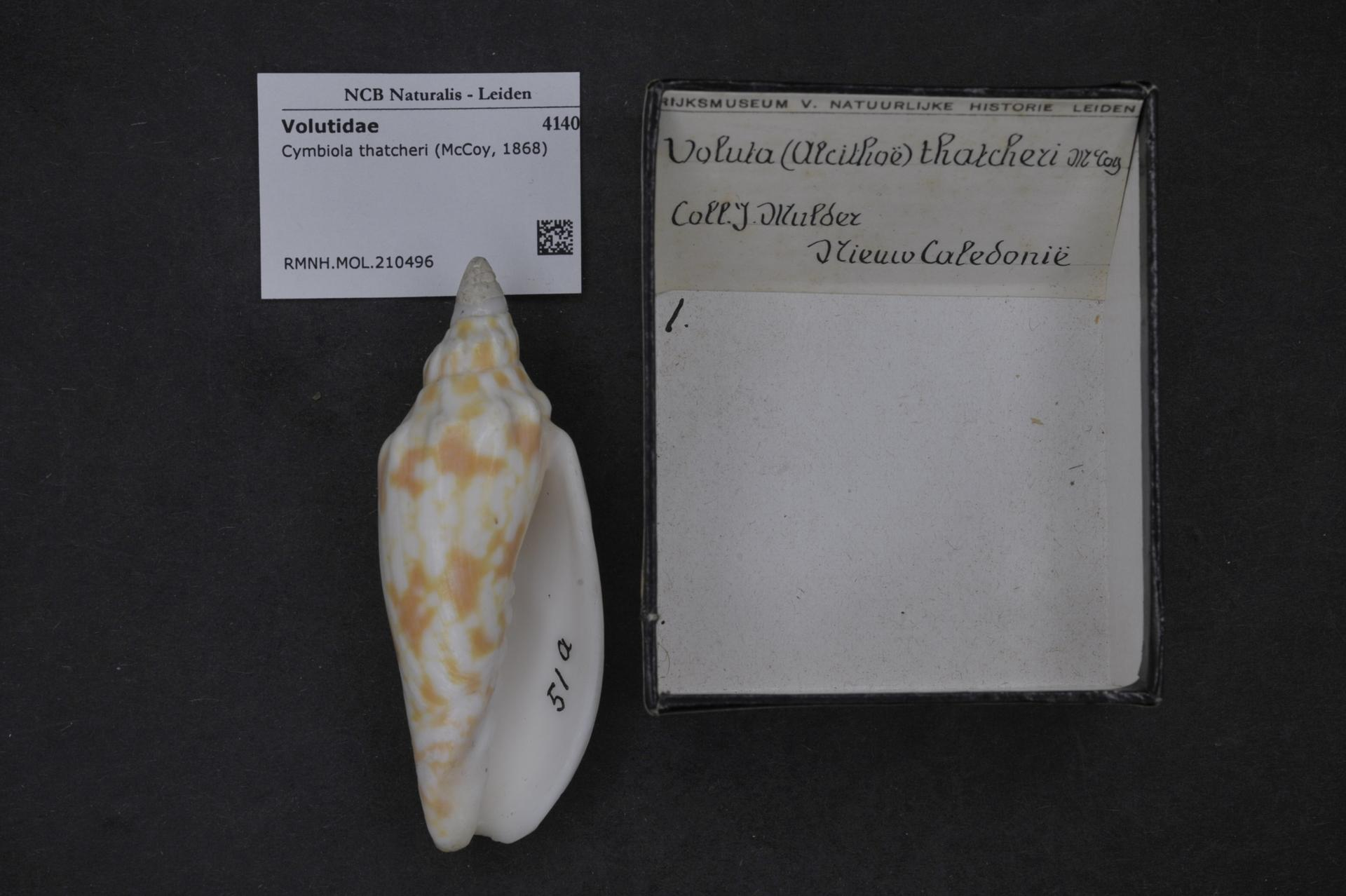
Cymbiola thatcheri